# Leiðarvísir og borgarskipan

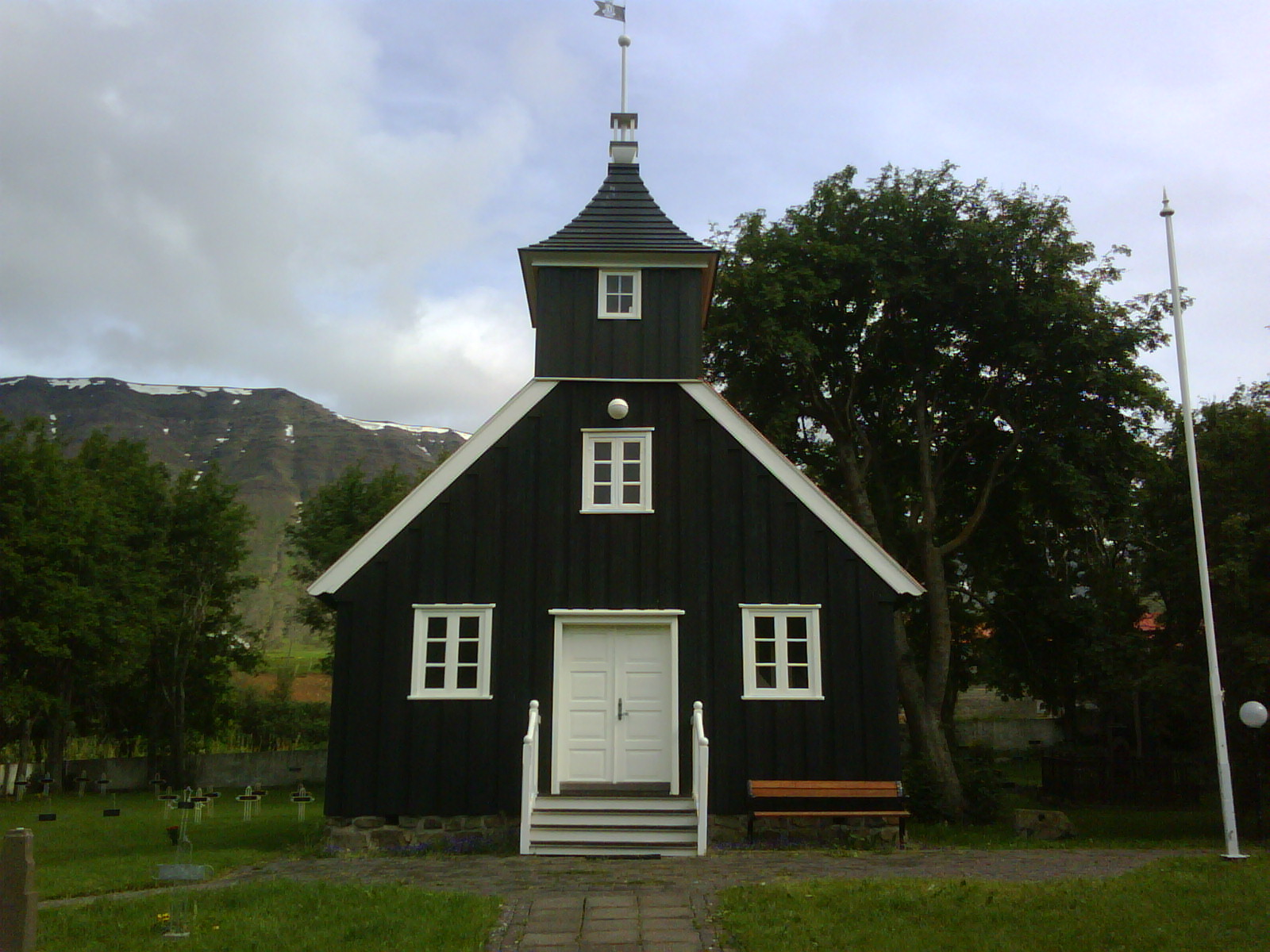
Iglesia de Munkaþverá

Leiðarvísir og borgarskipan es una crónica medieval de contenido geográfico escrita en 1157 por Nikulás Bergþórsson, abad del monasterio de Munkaþverá, en Þingeyrar, Islandia.
La publicación es básicamente una guía para los peregrinos sobre rutas desde el norte de Europa hacia Roma y Jerusalén. Contiene descripciones e información sobre tierras cercanas a Noruega cuyo origen parece que procede de terceras fuentes:
Götaland (Gautland) al este del Río Göta (Göta älv o Gautelfi), sigue en Suecia, luego Hälsingland (Helsingaland), y sigue hasta Finlandia (Finnland); una vez ahí se cruzan las fronteras de Rusia (o Garðaríki). Al otro lado de Götaland está Dinamarca. Cerca de Dinamarca está la pequeña Suecia (Svíþjóð o Svealand), entonces Öland (Eyland); entonces está Gotland (Gotland); entonces Hälsingland (Helsingaland); entonces Värmland (Vermaland); entonces dos Kvenlands (Kvenlönd), y se extienden hasta el norte de Bjarmaland (Bjarmalandi). Desde Bjarmia, las tierras inhabitadas al norte de las fronteras de Groenlandia (Grænland).
En la primera descripción aparece Finlandia, sin embargo no aparece Kvenland. En la segunda descripción se menciona "dos Kvenlands", pero no Finlandia. El autor de la traducción presume que en las "dos Kvenlands", el abad probablemente se refirió a Kvenland y Finlandia, ya que ambas estaban habitadas por pueblos fineses culturalmente cercanos entre ellos y que según algunas sagas nórdicas estaban gobernados por los mismos reyes.
Kvenland está localizada al norte de Värmland y se cita que linda con Bjarmia (Bjarmaland), información que aparece en otras citas medievales paralelas. No obstante, parece que el abad no poseía el conocimiento adecuado sobre la situación geográfica de Bjarmaland o Groenlandia. 